# Franco Brambilla (Erzbischof)
Franco Brambilla (* 27. November 1923 in Brugherio, Italien; † 28. Juli 2003) war ein römisch-katholischer Erzbischof und Diplomat des Heiligen Stuhls.

## Leben
Franco Brambilla empfing am 29. August 1947 das Sakrament der Priesterweihe.
Am 24. Dezember 1970 ernannte ihn Papst Paul VI. zum Titularerzbischof von Viminacium und bestellte ihn zum Apostolischen Pro-Nuntius in Tansania. Der Kardinalstaatssekretär Jean-Marie Kardinal Villot, spendete ihm am 14. Februar 1971 die Bischofsweihe; Mitkonsekratoren waren der Sekretär der Heiligen Kongregation für die außerordentlichen Angelegenheiten der Kirche, Kurienerzbischof Agostino Casaroli, und der Sekretär der Kongregation für die Evangelisierung der Völker, Kurienerzbischof Sergio Pignedoli.
Papst Johannes Paul II. bestellte ihn am 21. November 1981 zum Apostolischen Nuntius in Uruguay. Am 22. Februar 1986 wurde Brambilla Apostolischer Pro-Nuntius in Australien.
Am 3. Dezember 1998 nahm Papst Johannes Paul II. das von Franco Brambilla aus Altersgründen vorgebrachte Rücktrittsgesuch an.